# Dentumoger

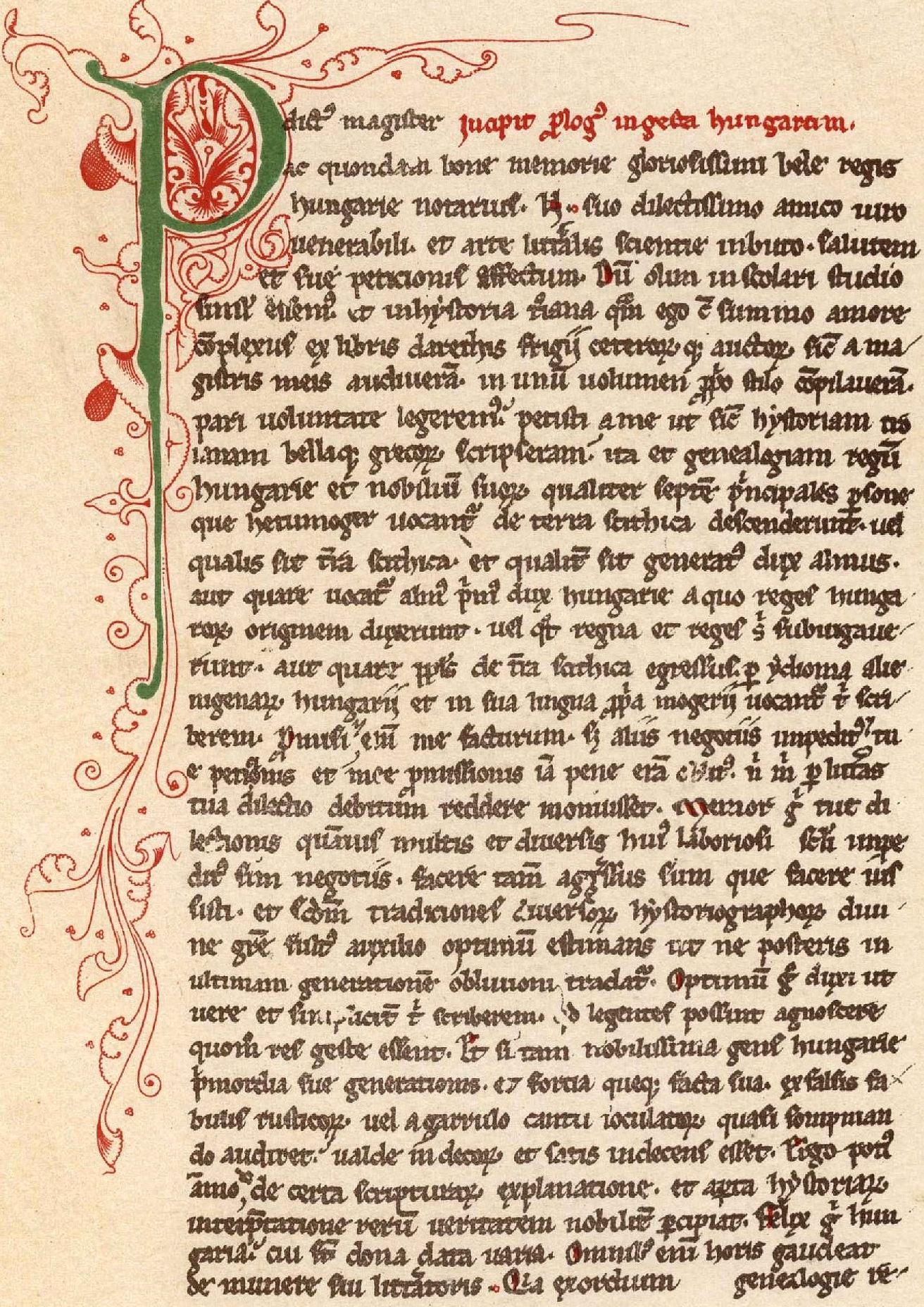
Anonymus (névtelen jegyző) Gesta Hungarorumának első oldala

Dentumoger vagy Dentü-Mogyer, a magyarok legendás őshazája a Kárpát-medence 895 körüli meghódítása előtt. Ezt a nevet a Gesta Hungarorum ("A magyarok cselekedetei") névtelen szerzője, Anonymus jegyzi fel, aki "Szküthiával" azonosítja. E kifejezés használatakor Anonymus egy területre és annak lakóira egyaránt utal. Kézai Simon krónikájában Dentia és Mogoria Szküthia területei.
Anonymus beszámolója a magyarok Dentumogerből a mai Magyarország felé vezető útjáról azt sugallja, hogy a Volga középső folyásának tágabb térségébe helyezte. Másrészt a földrajzi név két részből áll – Dentu, amely a Don folyóra utal, és moger, amely a magyarok magyar népcsoportját jelenti. Anonymus azt írja, hogy a magyarok nyugatra vándorlása Dentumogerből indult meg "Urunk megtestesülésének 884. évében".
|  | „Szkítia tehát egy nagyon nagy ország, amelyet Dentumogernek hívnak, kelet felé, amelynek a vége északról a Fekete-tengerig ér. A túlsó parton van egy folyója nagy mocsarakkal, a Don, ahol olyan rendkívüli mennyiségben találhatók cobolyok, hogy abban az országban nemcsak a nemesek és a köznemesek öltöznek bele, hanem még az ökör- és disznópásztorok, valamint a pásztorok is ezzel díszítik ruhájukat. Arany és ezüst bőven van ott, és az ország folyóiban drágakövek és drágakövek találhatók. Keleti oldalán, Szkítiával szomszédos Szkítia népek voltak Góg és Magóg, akiket Nagy Sándor befalazott. Szkítia hosszában és szélességében nagyon kiterjedt, és az ott lakó emberek, akiket általában Dentumogereknek neveznek, egészen a mai napig soha nem voltak egyetlen császár uralma alatt sem.” |
|  | – Anonymus: Gesta Hungarorum |

## Lásd még
- Etelköz
- Levédia